# Thamnosma
Thamnosma es un género con 12 especies de plantas  perteneciente a la familia Rutaceae.

## Especies seleccionadas
- Thamnosma africanum
- Thamnosma aldrichii
- Thamnosma crenata
- Thamnosma hirschii
- Thamnosma montana
- Thamnosma pailensis
- Thamnosma rhodesica
- Thamnosma socotrana
- Thamnosma somalensis
- Thamnosma stanfordii
- Thamnosma texana
- Thamnosma trifoliata